# Alena Nevmerzhitskaya
Alena Nevmerzhitskaya (Bielorrusia, 27 de julio de 1980) es una atleta bielorrusa, especialista en la prueba de 4 x 100 m, en la que ha logrado ser medallista de bronce mundial en 2005.

## Carrera deportiva
En el Mundial de Helsinki 2005 ganó la medalla de bronce en los relevos 4 x 100 m, con un tiempo de 42.56 segundos (récord nacional de Bielorrusia), tras Estados Unidos y Jamaica, y siendo sus compañeras de equipo: Natalya Sologub, Yulia Nestsiarenka y Oksana Dragun.